# Élections municipales de 2014 dans les Côtes-d'Armor
Les élections municipales se sont déroulées les 23 et 30 mars 2014 dans les Côtes-d'Armor.

## Maires sortants et maires élus
La gauche, initialement majoritaire dans le département, recule avec des revers à Hillion, Plancoët, Plédran, Plémet, Ploubalay, Ploubezre, Plouha, Ploeuc-sur-Lié, Pordic et Quintin. Elle enregistre toutefois des succès à Lanvallay et Trébeurden. La droite progresse néanmoins malgré une défaite à Dinan, cinquième ville du département. L'UDI remporte Saint-Quay-Portrieux tout en se maintenant à Paimpol tandis que le MoDem conserve le chef-lieu du département, Saint-Brieuc.
| Commune              | Population | Maire sortant             | Parti | Parti | Maire élu                 | Parti | Parti |
| -------------------- | ---------- | ------------------------- | ----- | ----- | ------------------------- | ----- | ----- |
| Bégard               | 4 751      | Gérard Le Caër            |       | PCF   | Gérard Le Caër            |       | PCF   |
| Binic                | 3 735      | Christian Urvoy           |       | PS    | Christian Urvoy           |       | PS    |
| Broons               | 2 955      | Serge Rouxel              |       | DVD   | Serge Rouxel              |       | DVD   |
| Dinan                | 10 851     | René Benoît               |       | UMP   | Didier Lechien            |       | UDI   |
| Erquy                | 3 903      | Christiane Guervilly      |       | UMP   | Christiane Guervilly      |       | UMP   |
| Étables-sur-Mer      | 3 036      | Gérard Losq               |       | DVG   | Gérard Losq               |       | DVG   |
| Guingamp             | 7 276      | Annie Le Houérou          |       | PS    | Philippe Le Goff          |       | PS    |
| Hillion              | 4 063      | Yvette Doré               |       | DVG   | Mickaël Cosson            |       | DVD   |
| Lamballe             | 12 292     | Loïc Cauret               |       | PS    | Loïc Cauret               |       | PS    |
| Langueux             | 7 243      | Michel Lesage             |       | PS    | Thérèse Jousseaume        |       | PS    |
| Lannion              | 19 920     | Christian Marquet         |       | PS    | Christian Marquet         |       | PS    |
| Lanvallay            | 3 830      | Jean-Yves Delarocheaulion |       | DVD   | Bruno Ricard              |       | DVG   |
| Léhon                | 3 084      | Léo Carabeux              |       | DVD   | René Degrenne             |       | DVD   |
| Louannec             | 3 019      | Jean Nicolas              |       | PS    | Gervais Egault            |       | PS    |
| Loudéac              | 9 759      | Gérard Huet               |       | DVD   | Gérard Huet               |       | DVD   |
| Merdrignac           | 2 884      | Régine Angée              |       | DVD   | Régine Angée              |       | DVD   |
| Pabu                 | 2 812      | Pierre Salliou-Cottin     |       | DVD   | Pierre Salliou-Cottin     |       | DVD   |
| Paimpol              | 7 463      | Jean-Yves de Chaisemartin |       | UDI   | Jean-Yves de Chaisemartin |       | UDI   |
| Perros-Guirec        | 7 440      | Gilles Déclochez          |       | DVD   | Erven Léon                |       | DVD   |
| Plaintel             | 4 096      | Joseph Le Vée             |       | DVD   | Joseph Le Vée             |       | DVD   |
| Penvénan             | 2 604      | Michel Deniau             |       | DVD   | Michel Deniau             |       | DVD   |
| Plancoët             | 3 084      | Viviane Le Dissez         |       | PS    | Patrick Barraux           |       | UMP   |
| Plédran              | 6 053      | Maryse Raoult             |       | PS    | Stéphane Briend           |       | DVD   |
| Plélo                | 3 276      | Patrick Lopin             |       | PS    | Patrick Lopin             |       | PS    |
| Plémet               | 3 104      | Dominique Grall           |       | EELV  | Romain Boutron            |       | DVD   |
| Pléneuf-Val-André    | 4 093      | Jean-Yves Lebas           |       | UMP   | Jean-Yves Lebas           |       | UMP   |
| Plérin               | 14 020     | Ronan Kerdraon            |       | PS    | Ronan Kerdraon            |       | PS    |
| Pleslin-Trigavou     | 3 402      | Jean-Paul Leroy           |       | PS    | Jean-Paul Leroy           |       | PS    |
| Plestin-les-Grèves   | 3 643      | André Lucas               |       | PS    | André Lucas               |       | PS    |
| Pleudihen-sur-Rance  | 2 817      | Michel Vaspart            |       | UMP   | Michel Vaspart            |       | UMP   |
| Pleumeur-Bodou       | 4 028      | Pierre Terrien            |       | DVD   | Pierre Terrien            |       | DVD   |
| Plouagat             | 2 588      | Paul Kervarec             |       | DVG   | Olivier Boissière         |       | DVG   |
| Ploubalay            | 2 846      | Marie-Annick Guguen       |       | PS    | Eugène Caro               |       | DVD   |
| Ploubazlanec         | 3 194      | Danielle Brézellec        |       | DVG   | Danielle Brézellec        |       | DVG   |
| Ploubezre            | 3 451      | Jean-Yves Menou           |       | PS    | Brigitte Gourhant         |       | DVD   |
| Plouër-sur-Rance     | 3 378      | Jean-Claude Havard        |       | DVG   | Serge Simon               |       | DVG   |
| Plouézec             | 3 332      | Jacques Mangold           |       | EELV  | Jacques Mangold           |       | EELV  |
| Ploufragan           | 11 234     | Rémy Moulin               |       | PCF   | Rémy Moulin               |       | PCF   |
| Plouha               | 4 587      | Philippe Delsol           |       | PS    | Éric Duval                |       | DVD   |
| Ploumagoar           | 5 186      | Bernard Hamon             |       | DVG   | Bernard Hamon             |       | DVG   |
| Ploumilliau          | 2 515      | Marcel Prat               |       | PS    | Marcel Prat               |       | PS    |
| Plœuc-sur-Lié        | 3 259      | Daniel Denis              |       | PS    | Thibaut Guignard          |       | UMP   |
| Pordic               | 6 001      | Gilbert Gaspaillard       |       | PS    | Maurice Battas            |       | DVD   |
| Quessoy              | 3 593      | Constant Ramel            |       | DVG   | Jean-Luc Gouyette         |       | DVG   |
| Quévert              | 3 687      | Alain Burlot              |       | PS    | Marie-Odile Fauche        |       | DVG   |
| Quintin              | 2 834      | Yves Briens               |       | PS    | Mireille Airault          |       | DVD   |
| Rostrenen            | 3 272      | Jean Paul Le Boëdec       |       | DVD   | Jean Paul Le Boëdec       |       | DVD   |
| Saint-Brieuc         | 46 173     | Bruno Joncour             |       | MoDem | Bruno Joncour             |       | MoDem |
| Saint-Cast-le-Guildo | 3 469      | Jean Fernandez            |       | DVD   | Josiane Allory            |       | SE    |
| Saint-Quay-Portrieux | 3 130      | Dominique Blanc           |       | DVD   | Thierry Simelière         |       | UDI   |
| Trébeurden           | 3 707      | Michel Lissillour         |       | DVD   | Alain Faivre              |       | PS    |
| Trégueux             | 7 955      | Jean Basset               |       | PS    | Christine Métois          |       | PS    |
| Tréguier             | 2 630      | Michel Sohier             |       | PS    | Guirec Arhant             |       | DVG   |
| Trélivan             | 2 501      | Claude Le Borgne          |       | PCF   | Claude Le Borgne          |       | PCF   |
| Yffiniac             | 4 763      | Michel Hinault            |       | PS    | Michel Hinault            |       | PS    |

### Résultats en nombre de maires
| Partis       | Partis                               | Maires sortants | Maires élus | Évolution     |
| ------------ | ------------------------------------ | --------------- | ----------- | ------------- |
|              | Parti socialiste                     | 23              | 14          | 9             |
|              | Divers gauche                        | 7               | 10          | 3             |
|              | Parti communiste français            | 3               | 3           | en stagnation |
|              | Europe Écologie Les Verts            | 2               | 1           | 1             |
| Total gauche | Total gauche                         | 34              | 27          | 7             |
|              | Divers droite                        | 14              | 18          | 4             |
|              | Union pour un mouvement populaire    | 4               | 5           | 1             |
|              | Union des démocrates et indépendants | 1               | 3           | 2             |
|              | Mouvement démocrate                  | 1               | 1           | en stagnation |
| Total droite | Total droite                         | 20              | 27          | 7             |
| Total        | Total                                | 54              | 54          | -             |

## Résultats dans les communes de plus de2 500 habitants

### Bégard
- Maire sortant : Gérard Le Caër (PCF)
- 27 sièges à pourvoir au conseil municipal (population légale 2011 : 4 751 habitants)
- 11 sièges à pourvoir au conseil communautaire (CA Guingamp-Paimpol Agglomération)

|                           | Gérard Le Caër * | PCF-PS         | 1 433 | 62,85  | 22 | 9 |  |  |
| Bégard ensemble à gauche  |                  |                | 1 433 | 62,85  | 22 | 9 |  |  |
|                           | Chantal Rouzioux | DVG            | 847   | 37,14  | 5  | 2 |  |  |
| Bégard à gauche autrement |                  |                | 847   | 37,14  | 5  | 2 |  |  |
|                           |                  |                |       |        |    |   |  |  |
| Inscrits                  | Inscrits         | Inscrits       | 3 713 | 100,00 |    |   |  |  |
| Abstentions               | Abstentions      | Abstentions    | 1 218 | 32,80  |    |   |  |  |
| Votants                   | Votants          | Votants        | 2 495 | 67,20  |    |   |  |  |
| Blancs et nuls            | Blancs et nuls   | Blancs et nuls | 215   | 8,62   |    |   |  |  |
| Exprimés                  | Exprimés         | Exprimés       | 2 280 | 91,38  |    |   |  |  |
| * Liste du maire sortant  |                  |                |       |        |    |   |  |  |

### Binic
- Maire sortant : Christian Urvoy (PS)
- 27 sièges à pourvoir au conseil municipal (population légale 2011 : 3 735 habitants)
- 7 sièges à pourvoir au conseil communautaire (CC du Sud-Goëlo)

|                                                                   | Christian Urvoy * | PS             | 1 159 | 50,98  | 21 | 6 |  |  |
| Un cap pour Binic 2014-2020                                       |                   |                | 1 159 | 50,98  | 21 | 6 |  |  |
|                                                                   | René Andre        | DVD            | 1 114 | 49,01  | 6  | 1 |  |  |
| B.I.N.I.C - Binicais Indépendance Nouveauté Intégrité Compétences |                   |                | 1 114 | 49,01  | 6  | 1 |  |  |
|                                                                   |                   |                |       |        |    |   |  |  |
| Inscrits                                                          | Inscrits          | Inscrits       | 3 295 | 100,00 |    |   |  |  |
| Abstentions                                                       | Abstentions       | Abstentions    | 943   | 28,62  |    |   |  |  |
| Votants                                                           | Votants           | Votants        | 2 352 | 71,38  |    |   |  |  |
| Blancs et nuls                                                    | Blancs et nuls    | Blancs et nuls | 79    | 3,36   |    |   |  |  |
| Exprimés                                                          | Exprimés          | Exprimés       | 2 273 | 96,64  |    |   |  |  |
| * Liste du maire sortant                                          |                   |                |       |        |    |   |  |  |

### Broons
- Maire sortant : Serge Rouxel (DVD)
- 23 sièges à pourvoir au conseil municipal (population légale 2011 : 2 955 habitants)
- 6 sièges à pourvoir au conseil communautaire (CA Dinan Agglomération)

|                                  | Serge Rouxel *  | DVD            | 891   | 60,20  | 19 | 5 |  |  |
| Broons : dynamisme et expérience |                 |                | 891   | 60,20  | 19 | 5 |  |  |
|                                  | Pascal Bouillon | SE             | 589   | 39,79  | 4  | 1 |  |  |
| Broons, nouvelle dynamique       |                 |                | 589   | 39,79  | 4  | 1 |  |  |
|                                  |                 |                |       |        |    |   |  |  |
| Inscrits                         | Inscrits        | Inscrits       | 2 008 | 100,00 |    |   |  |  |
| Abstentions                      | Abstentions     | Abstentions    | 421   | 20,97  |    |   |  |  |
| Votants                          | Votants         | Votants        | 1 587 | 79,03  |    |   |  |  |
| Blancs et nuls                   | Blancs et nuls  | Blancs et nuls | 107   | 6,74   |    |   |  |  |
| Exprimés                         | Exprimés        | Exprimés       | 1 480 | 93,26  |    |   |  |  |
| * Liste du maire sortant         |                 |                |       |        |    |   |  |  |

### Dinan
- Maire sortant : René Benoît (UMP), ne se représente pas
- 33 sièges à pourvoir au conseil municipal (population légale 2011 : 10 851 habitants)
- 11 sièges à pourvoir au conseil communautaire (CA Dinan Agglomération)

|                                       |                |                |              |              |             |             |        |        |  |
| Tête de liste                         | Tête de liste  | Liste          | Premier tour | Premier tour | Second tour | Second tour | Sièges | Sièges |  |
| Tête de liste                         | Tête de liste  | Liste          | Voix         | %            | Voix        | %           | CM     | CC     |  |
|                                       | Jean Gaubert   | PS-EELV-FG     | 1 640        | 32,82        | 2 191       | 42,89       | 7      | 2      |  |
| Dinan ambitieux, durable et solidaire |                |                | 1 640        | 32,82        | 2 191       | 42,89       | 7      | 2      |  |
|                                       | Didier Lechien | UDI            | 1 601        | 32,04        | 2 549       | 49,90       | 25     | 9      |  |
| Dinan d'abord                         |                |                | 1 601        | 32,04        | 2 549       | 49,90       | 25     | 9      |  |
|                                       | Didier Deru    | UMP            | 1 202        | 24,05        |             |             |        |        |  |
| À vos côtés, pour un nouvel élan      |                |                | 1 202        | 24,05        |             |             |        |        |  |
|                                       | Séverine Rio   | DVD            | 554          | 11,09        | 368         | 7,20        | 1      |        |  |
| Rassembler pour agir                  |                |                | 554          | 11,09        | 368         | 7,20        | 1      |        |  |
|                                       |                |                |              |              |             |             |        |        |  |
| Inscrits                              | Inscrits       | Inscrits       | 7 807        | 100,00       | 7 807       | 100,00      |        |        |  |
| Abstentions                           | Abstentions    | Abstentions    | 2 664        | 34,12        | 2 560       | 32,79       |        |        |  |
| Votants                               | Votants        | Votants        | 5 143        | 65,88        | 5 247       | 67,21       |        |        |  |
| Blancs et nuls                        | Blancs et nuls | Blancs et nuls | 146          | 2,84         | 139         | 2,65        |        |        |  |
| Exprimés                              | Exprimés       | Exprimés       | 4 997        | 97,16        | 5 108       | 97,35       |        |        |  |

### Erquy
- Maire sortante : Christiane Guervilly (UMP)
- 27 sièges à pourvoir au conseil municipal (population légale 2011 : 3 903 habitants)
- 7 sièges à pourvoir au conseil communautaire (CA Lamballe Terre et Mer)

| Tête de liste                | Tête de liste          | Liste          | Premier tour | Premier tour | Second tour | Second tour | Sièges  | Sièges  |
| Tête de liste                | Tête de liste          | Liste          | Voix         | %            | Voix        | %           | CM      | CC      |
| ---------------------------- | ---------------------- | -------------- | ------------ | ------------ | ----------- | ----------- | ------- | ------- |
|                              | Christiane Guervilly * | UMP            | 1 165        | 45,15        | 1 366       | 54,44       | 21      | 6       |
| Erquy avance avec nous       |                        |                | 1 165        | 45,15        | 1 366       | 54,44       | 21      | 6       |
|                              | Sylvie Bouvet          | DVD            | 825          | 31,98        | 1 143       | 45,55       | 6       | 1       |
| Osons Erquy                  |                        |                | 825          | 31,98        | 1 143       | 45,55       | 6       | 1       |
|                              | Daniel Le Bouëdec      | PS             | 590          | 22,87        | Retrait     | Retrait     | Retrait | Retrait |
| Erquy avenir solidaire       |                        |                | 590          | 22,87        | Retrait     | Retrait     | Retrait | Retrait |
|                              |                        |                |              |              |             |             |         |         |
| Inscrits                     | Inscrits               | Inscrits       | 3 483        | 100,00       | 3 482       | 100,00      |         |         |
| Abstentions                  | Abstentions            | Abstentions    | 820          | 23,54        | 812         | 23,32       |         |         |
| Votants                      | Votants                | Votants        | 2 663        | 76,46        | 2 670       | 76,68       |         |         |
| Blancs et nuls               | Blancs et nuls         | Blancs et nuls | 83           | 3,12         | 161         | 6,03        |         |         |
| Exprimés                     | Exprimés               | Exprimés       | 2 580        | 96,88        | 2 509       | 93,97       |         |         |
| * Liste de la maire sortante |                        |                |              |              |             |             |         |         |

### Étables-sur-Mer
- Maire sortant : Gérard Losq (DVG)
- 23 sièges à pourvoir au conseil municipal (population légale 2011 : 3 036 habitants)
- 6 sièges à pourvoir au conseil communautaire (CC du Sud-Goëlo)

|                            | Gérard Losq *  | DVG            | 983   | 57,12  | 18 | 5 |  |  |
| Vivre à Étables-sur-Mer    |                |                | 983   | 57,12  | 18 | 5 |  |  |
|                            | Pierre Provost | DVD            | 738   | 42,88  | 5  | 1 |  |  |
| À votre écoute pour demain |                |                | 738   | 42,88  | 5  | 1 |  |  |
|                            |                |                |       |        |    |   |  |  |
| Inscrits                   | Inscrits       | Inscrits       | 2 550 | 100,00 |    |   |  |  |
| Abstentions                | Abstentions    | Abstentions    | 758   | 29,73  |    |   |  |  |
| Votants                    | Votants        | Votants        | 1 792 | 70,27  |    |   |  |  |
| Blancs et nuls             | Blancs et nuls | Blancs et nuls | 71    | 3,96   |    |   |  |  |
| Exprimés                   | Exprimés       | Exprimés       | 1 721 | 96,04  |    |   |  |  |
| * Liste du maire sortant   |                |                |       |        |    |   |  |  |

### Guingamp
- Maire sortante : Annie Le Houérou (PS), ne se représente pas
- 29 sièges à pourvoir au conseil municipal (population légale 2011 : 7 276 habitants)
- 11 sièges à pourvoir au conseil communautaire (CA Guingamp-Paimpol Agglomération)

| Tête de liste                                      | Tête de liste    | Liste          | Premier tour | Premier tour | Second tour | Second tour | Sièges | Sièges |
| Tête de liste                                      | Tête de liste    | Liste          | Voix         | %            | Voix        | %           | CM     | CC     |
| -------------------------------------------------- | ---------------- | -------------- | ------------ | ------------ | ----------- | ----------- | ------ | ------ |
|                                                    | Philippe Le Goff | PS-UDB         | 1 060        | 43,41        | 1 103       | 43,98       | 21     | 8      |
| Guingamp, construisons l'avenir - Savomp an dazont |                  |                | 1 060        | 43,41        | 1 103       | 43,98       | 21     | 8      |
|                                                    | Yannick Kerlogot | DVG            | 735          | 30,10        | 849         | 33,85       | 5      | 2      |
| Guingamp autrement - Gwengamp ‘mod-all             |                  |                | 735          | 30,10        | 849         | 33,85       | 5      | 2      |
|                                                    | Pierre Pasquiou  | UDI            | 647          | 26,49        | 556         | 22,17       | 3      | 1      |
| Guingamp ensemble                                  |                  |                | 647          | 26,49        | 556         | 22,17       | 3      | 1      |
|                                                    |                  |                |              |              |             |             |        |        |
| Inscrits                                           | Inscrits         | Inscrits       | 4 380        | 100,00       | 4 380       | 100,00      |        |        |
| Abstentions                                        | Abstentions      | Abstentions    | 1 849        | 42,21        | 1 813       | 41,39       |        |        |
| Votants                                            | Votants          | Votants        | 2 531        | 57,79        | 2 567       | 58,61       |        |        |
| Blancs et nuls                                     | Blancs et nuls   | Blancs et nuls | 89           | 3,52         | 59          | 2,30        |        |        |
| Exprimés                                           | Exprimés         | Exprimés       | 2 442        | 96,48        | 2 508       | 97,70       |        |        |

### Hillion
- Maire sortante : Yvette Doré (DVG)
- 27 sièges à pourvoir au conseil municipal (population légale 2011 : 4 063 habitants)
- 3 sièges à pourvoir au conseil communautaire (CA Saint-Brieuc Armor Agglomération)

|                                    | Mickaël Cosson | DVD            | 1 416 | 61,81  | 22 | 2 |  |  |
| Hillion Saint-René, un nouvel élan |                |                | 1 416 | 61,81  | 22 | 2 |  |  |
|                                    | Yvette Doré *  | PS             | 875   | 38,19  | 5  | 1 |  |  |
| Ensemble, continuons d'agir        |                |                | 875   | 38,19  | 5  | 1 |  |  |
|                                    |                |                |       |        |    |   |  |  |
| Inscrits                           | Inscrits       | Inscrits       | 3 270 | 100,00 |    |   |  |  |
| Abstentions                        | Abstentions    | Abstentions    | 878   | 26,85  |    |   |  |  |
| Votants                            | Votants        | Votants        | 2 392 | 73,15  |    |   |  |  |
| Blancs et nuls                     | Blancs et nuls | Blancs et nuls | 101   | 4,22   |    |   |  |  |
| Exprimés                           | Exprimés       | Exprimés       | 2 291 | 95,78  |    |   |  |  |
| * Liste de la maire sortante       |                |                |       |        |    |   |  |  |

### Lamballe
- Maire sortant : Loïc Cauret (PS)
- 33 sièges à pourvoir au conseil municipal (population légale 2011 : 12 292 habitants)
- 17 sièges à pourvoir au conseil communautaire (CC Lamballe Terre et Mer)

|                          | Loïc Cauret *             | PS             | 3 375 | 52,31  | 25 | 13 |  |  |
| Progressons ensemble     |                           |                | 3 375 | 52,31  | 25 | 13 |  |  |
|                          | Stéphane de Sallier Dupin | UMP            | 3 076 | 47,68  | 8  | 4  |  |  |
| Lamball'avenir           |                           |                | 3 076 | 47,68  | 8  | 4  |  |  |
|                          |                           |                |       |        |    |    |  |  |
| Inscrits                 | Inscrits                  | Inscrits       | 9 230 | 100,00 |    |    |  |  |
| Abstentions              | Abstentions               | Abstentions    | 2 524 | 27,35  |    |    |  |  |
| Votants                  | Votants                   | Votants        | 6 706 | 72,65  |    |    |  |  |
| Blancs et nuls           | Blancs et nuls            | Blancs et nuls | 255   | 3,80   |    |    |  |  |
| Exprimés                 | Exprimés                  | Exprimés       | 6 451 | 96,20  |    |    |  |  |
| * Liste du maire sortant |                           |                |       |        |    |    |  |  |

### Langueux
- Maire sortant : Michel Lesage (PS), ne se représente pas
- 29 sièges à pourvoir au conseil municipal (population légale 2011 : 7 243 habitants)
- 4 sièges à pourvoir au conseil communautaire (CA Saint-Brieuc Armor Agglomération)

|                                         | Thérèse Jousseaume | PS             | 1 767 | 51,26  | 22 | 3 |  |  |
| Langueux, l'avenir ensemble             |                    |                | 1 767 | 51,26  | 22 | 3 |  |  |
|                                         | Sylvie Guignard    | UDI            | 1 680 | 48,73  | 7  | 1 |  |  |
| Langueux-les-Grèves, le juste équilibre |                    |                | 1 680 | 48,73  | 7  | 1 |  |  |
|                                         |                    |                |       |        |    |   |  |  |
| Inscrits                                | Inscrits           | Inscrits       | 5 523 | 100,00 |    |   |  |  |
| Abstentions                             | Abstentions        | Abstentions    | 1 823 | 33,01  |    |   |  |  |
| Votants                                 | Votants            | Votants        | 3 700 | 66,99  |    |   |  |  |
| Blancs et nuls                          | Blancs et nuls     | Blancs et nuls | 253   | 6,84   |    |   |  |  |
| Exprimés                                | Exprimés           | Exprimés       | 3 447 | 93,16  |    |   |  |  |

### Lannion
- Maire sortant : Christian Marquet (PS)
- 33 sièges à pourvoir au conseil municipal (population légale 2011 : 19 920 habitants)
- 16 sièges à pourvoir au conseil communautaire (CA Lannion-Trégor Communauté)

| Tête de liste                                            | Tête de liste       | Liste                | Premier tour | Premier tour | Second tour | Second tour | Sièges | Sièges |
| Tête de liste                                            | Tête de liste       | Liste                | Voix         | %            | Voix        | %           | CM     | CC     |
| -------------------------------------------------------- | ------------------- | -------------------- | ------------ | ------------ | ----------- | ----------- | ------ | ------ |
|                                                          | Christian Marquet * | PS-PCF-DVG           | 3 236        | 39,95        | 3 411       | 42,14       | 24     | 12     |
| Lannion, ensemble et solidaires                          |                     |                      | 3 236        | 39,95        | 3 411       | 42,14       | 24     | 12     |
|                                                          | Danielle Marec      | UMP (UDC)            | 1 749        | 21,59        | 1 991       | 24,60       | 4      | 2      |
| Lannion avec vous                                        |                     |                      | 1 749        | 21,59        | 1 991       | 24,60       | 4      | 2      |
|                                                          | Cédric Seureau      | EELV-PG-Ensemble-UDB | 1 695        | 20,92        | 1 873       | 23,14       | 4      | 2      |
| Pour Lannion, naturellement                              |                     |                      | 1 695        | 20,92        | 1 873       | 23,14       | 4      | 2      |
|                                                          | Jean-Yves Callac    | DVG (ex-UDB)         | 1 021        | 12,60        | 818         | 10,10       | 1      |        |
| Sous le chêne vert de Lannion                            |                     |                      | 1 021        | 12,60        | 818         | 10,10       | 1      |        |
|                                                          | Yann Guéguen        | LO                   | 398          | 4,91         |             |             |        |        |
| Lutte Ouvrière - Faire entendre le camp des travailleurs |                     |                      | 398          | 4,91         |             |             |        |        |
|                                                          |                     |                      |              |              |             |             |        |        |
| Inscrits                                                 | Inscrits            | Inscrits             | 13 707       | 100,00       | 13 707      | 100,00      |        |        |
| Abstentions                                              | Abstentions         | Abstentions          | 5 295        | 38,63        | 5 374       | 39,21       |        |        |
| Votants                                                  | Votants             | Votants              | 8 412        | 61,37        | 8 333       | 60,79       |        |        |
| Blancs et nuls                                           | Blancs et nuls      | Blancs et nuls       | 313          | 3,72         | 240         | 2,88        |        |        |
| Exprimés                                                 | Exprimés            | Exprimés             | 8 099        | 96,28        | 8 093       | 97,12       |        |        |
| * Liste du maire sortant                                 |                     |                      |              |              |             |             |        |        |

### Lanvallay
- Maire sortant : Jean-Yves Delarocheaulion (DVD)
- 27 sièges à pourvoir au conseil municipal (population légale 2011 : 3 830 habitants)
- 4 sièges à pourvoir au conseil communautaire (CA Dinan Agglomération)

|                                | Bruno Ricard                | DVG            | 1 084 | 50,30  | 21 | 3 |  |  |
| Lanvallay 2014, agir avec vous |                             |                | 1 084 | 50,30  | 21 | 3 |  |  |
|                                | Jean-Yves Delarocheaulion * | DVD            | 1 071 | 49,69  | 6  | 1 |  |  |
| Lanvallay cap 2020             |                             |                | 1 071 | 49,69  | 6  | 1 |  |  |
|                                |                             |                |       |        |    |   |  |  |
| Inscrits                       | Inscrits                    | Inscrits       | 3 034 | 100,00 |    |   |  |  |
| Abstentions                    | Abstentions                 | Abstentions    | 798   | 26,30  |    |   |  |  |
| Votants                        | Votants                     | Votants        | 2 236 | 73,70  |    |   |  |  |
| Blancs et nuls                 | Blancs et nuls              | Blancs et nuls | 81    | 3,62   |    |   |  |  |
| Exprimés                       | Exprimés                    | Exprimés       | 2 155 | 96,38  |    |   |  |  |
| * Liste du maire sortant       |                             |                |       |        |    |   |  |  |

### Léhon
- Maire sortant : Léo Carabeux (DVD), ne se représente pas
- 23 sièges à pourvoir au conseil municipal (population légale 2011 : 3 084 habitants)
- 4 sièges à pourvoir au conseil communautaire (Dinan Agglomération)

| Tête de liste                | Tête de liste    | Liste          | Premier tour | Premier tour | Second tour | Second tour | Sièges | Sièges |
| Tête de liste                | Tête de liste    | Liste          | Voix         | %            | Voix        | %           | CM     | CC     |
| ---------------------------- | ---------------- | -------------- | ------------ | ------------ | ----------- | ----------- | ------ | ------ |
|                              | René Degrenne    | DVD            | 744          | 49,30        | 866         | 56,08       | 19     | 4      |
| Agir ensemble pour Léhon     |                  |                | 744          | 49,30        | 866         | 56,08       | 19     | 4      |
|                              | Annie Camberlein | DVD            | 447          | 29,62        | 367         | 23,76       | 2      |        |
| Unis pour Léhon              |                  |                | 447          | 29,62        | 367         | 23,76       | 2      |        |
|                              | Franck Brault    | DVG            | 318          | 21,07        | 311         | 20,14       | 2      |        |
| Léhon solidaire et citoyenne |                  |                | 318          | 21,07        | 311         | 20,14       | 2      |        |
|                              |                  |                |              |              |             |             |        |        |
| Inscrits                     | Inscrits         | Inscrits       | 2 173        | 100,00       | 2 173       | 100,00      |        |        |
| Abstentions                  | Abstentions      | Abstentions    | 611          | 28,12        | 594         | 27,34       |        |        |
| Votants                      | Votants          | Votants        | 1 562        | 71,88        | 1 579       | 72,66       |        |        |
| Blancs et nuls               | Blancs et nuls   | Blancs et nuls | 53           | 3,39         | 35          | 2,22        |        |        |
| Exprimés                     | Exprimés         | Exprimés       | 1 509        | 96,61        | 1 544       | 97,78       |        |        |

### Louannec
- Maire sortant : Jean Nicolas (PS), ne se représente pas
- 23 sièges à pourvoir au conseil municipal (population légale 2011 : 3 019 habitants)
- 3 sièges à pourvoir au conseil communautaire (CA Lannion-Trégor Communauté)

|                                    | Gervais Egault | PS             | 1 154 | 100,00 | 23 | 3 |  |  |
| Ensemble, continuons pour Louannec |                |                | 1 154 | 100,00 | 23 | 3 |  |  |
|                                    |                |                |       |        |    |   |  |  |
| Inscrits                           | Inscrits       | Inscrits       | 2 574 | 100,00 |    |   |  |  |
| Abstentions                        | Abstentions    | Abstentions    | 937   | 36,40  |    |   |  |  |
| Votants                            | Votants        | Votants        | 1 637 | 63,60  |    |   |  |  |
| Blancs et nuls                     | Blancs et nuls | Blancs et nuls | 483   | 29,51  |    |   |  |  |
| Exprimés                           | Exprimés       | Exprimés       | 1 154 | 70,49  |    |   |  |  |

### Loudéac
- Maire sortant : Gérard Huet (DVD)
- 29 sièges à pourvoir au conseil municipal (population légale 2011 : 9 759 habitants)
- 15 sièges à pourvoir au conseil communautaire (CC Loudéac Communauté ? Bretagne Centre)

|                                          | Gérard Huet *    | DVD            | 2 850 | 55,35  | 23 | 12 |  |  |
| Loudeac 2014-2020 avec vous et pour vous |                  |                | 2 850 | 55,35  | 23 | 12 |  |  |
|                                          | Jean-Paul Duault | DVG            | 2 299 | 44,64  | 6  | 3  |  |  |
| Rassemblement pour Loudeac               |                  |                | 2 299 | 44,64  | 6  | 3  |  |  |
|                                          |                  |                |       |        |    |    |  |  |
| Inscrits                                 | Inscrits         | Inscrits       | 7 322 | 100,00 |    |    |  |  |
| Abstentions                              | Abstentions      | Abstentions    | 2 003 | 27,36  |    |    |  |  |
| Votants                                  | Votants          | Votants        | 5 319 | 72,64  |    |    |  |  |
| Blancs et nuls                           | Blancs et nuls   | Blancs et nuls | 170   | 3,20   |    |    |  |  |
| Exprimés                                 | Exprimés         | Exprimés       | 5 149 | 96,80  |    |    |  |  |
| * Liste du maire sortant                 |                  |                |       |        |    |    |  |  |

### Merdrignac
- Maire sortante : Régine Angée (DVD)
- 23 sièges à pourvoir au conseil municipal (population légale 2011 : 2 884 habitants)
- 10 sièges à pourvoir au conseil communautaire (CC Loudéac Communauté ? Bretagne Centre)

|                                              | Régine Angée *   | DVD            | 885   | 56,62  | 18 | 8 |  |  |
| Expérience et ambition pour Merdrignac       |                  |                | 885   | 56,62  | 18 | 8 |  |  |
|                                              | Dominique Daunay | DVG            | 678   | 43,37  | 5  | 2 |  |  |
| Dynamisme et ouverture pour notre territoire |                  |                | 678   | 43,37  | 5  | 2 |  |  |
|                                              |                  |                |       |        |    |   |  |  |
| Inscrits                                     | Inscrits         | Inscrits       | 2 164 | 100,00 |    |   |  |  |
| Abstentions                                  | Abstentions      | Abstentions    | 515   | 23,80  |    |   |  |  |
| Votants                                      | Votants          | Votants        | 1 649 | 76,20  |    |   |  |  |
| Blancs et nuls                               | Blancs et nuls   | Blancs et nuls | 86    | 5,22   |    |   |  |  |
| Exprimés                                     | Exprimés         | Exprimés       | 1 563 | 94,78  |    |   |  |  |
| * Liste de la maire sortante                 |                  |                |       |        |    |   |  |  |

### Pabu
- Maire sortant : Pierre Salliou-Cottin (DVD)
- 23 sièges à pourvoir au conseil municipal (population légale 2011 : 2 812 habitants)
- 4 sièges à pourvoir au conseil communautaire (CA Guingamp-Paimpol Agglomération)

|                            | Pierre Salliou * | DVD            | 994   | 67,57  | 20 | 4 |  |  |
| Pabu horizon 2020          |                  |                | 994   | 67,57  | 20 | 4 |  |  |
|                            | Guillaume Louis  | PS             | 477   | 32,42  | 3  |   |  |  |
| Pour du dynamisme à Pabu ! |                  |                | 477   | 32,42  | 3  |   |  |  |
|                            |                  |                |       |        |    |   |  |  |
| Inscrits                   | Inscrits         | Inscrits       | 2 109 | 100,00 |    |   |  |  |
| Abstentions                | Abstentions      | Abstentions    | 543   | 25,75  |    |   |  |  |
| Votants                    | Votants          | Votants        | 1 566 | 74,25  |    |   |  |  |
| Blancs et nuls             | Blancs et nuls   | Blancs et nuls | 95    | 6,07   |    |   |  |  |
| Exprimés                   | Exprimés         | Exprimés       | 1 471 | 93,93  |    |   |  |  |
| * Liste du maire sortant   |                  |                |       |        |    |   |  |  |

### Paimpol
- Maire sortant : Jean-Yves de Chaisemartin (UDI)
- 29 sièges à pourvoir au conseil municipal (population légale 2011 : 7 463 habitants)
- 12 sièges à pourvoir au conseil communautaire (CA Guingamp-Paimpol Agglomération)

|                          | Jean-Yves de Chaisemartin * | UDI-DVD        | 2 261 | 55,74  | 23 | 9 |  |  |
| Vivre à Paimpol ensemble |                             |                | 2 261 | 55,74  | 23 | 9 |  |  |
|                          | Éric Bothorel               | PS-FG-UDB      | 1 795 | 44,25  | 6  | 3 |  |  |
| Paimpol pour tous        |                             |                | 1 795 | 44,25  | 6  | 3 |  |  |
|                          |                             |                |       |        |    |   |  |  |
| Inscrits                 | Inscrits                    | Inscrits       | 6 485 | 100,00 |    |   |  |  |
| Abstentions              | Abstentions                 | Abstentions    | 2 127 | 32,80  |    |   |  |  |
| Votants                  | Votants                     | Votants        | 4 358 | 67,20  |    |   |  |  |
| Blancs et nuls           | Blancs et nuls              | Blancs et nuls | 302   | 6,93   |    |   |  |  |
| Exprimés                 | Exprimés                    | Exprimés       | 4 056 | 93,07  |    |   |  |  |
| * Liste du maire sortant |                             |                |       |        |    |   |  |  |

### Penvénan
- Maire sortant : Michel Deniau (DVD)
- 23 sièges à pourvoir au conseil municipal (population légale 2011 : 2 604 habitants)
- 5 sièges à pourvoir au conseil communautaire (CA Lannion-Trégor Communauté)

|                                     | Michel Deniau * | DVD            | 890   | 52,07  | 18 | 4 |  |  |
| Vivre à Penvénan... naturellement ! |                 |                | 890   | 52,07  | 18 | 4 |  |  |
|                                     | Alain Hamel     | PS             | 819   | 47,92  | 5  | 1 |  |  |
| Penvénan autrement                  |                 |                | 819   | 47,92  | 5  | 1 |  |  |
|                                     |                 |                |       |        |    |   |  |  |
| Inscrits                            | Inscrits        | Inscrits       | 2 464 | 100,00 |    |   |  |  |
| Abstentions                         | Abstentions     | Abstentions    | 650   | 26,38  |    |   |  |  |
| Votants                             | Votants         | Votants        | 1 814 | 73,62  |    |   |  |  |
| Blancs et nuls                      | Blancs et nuls  | Blancs et nuls | 105   | 5,79   |    |   |  |  |
| Exprimés                            | Exprimés        | Exprimés       | 1 709 | 94,21  |    |   |  |  |
| * Liste du maire sortant            |                 |                |       |        |    |   |  |  |

### Perros-Guirec
- Maire sortant : Gilles Déclochez (DVD)
- 29 sièges à pourvoir au conseil municipal (population légale 2011 : 7 440 habitants)
- 6 sièges à pourvoir au conseil communautaire (CA Lannion-Trégor Communauté)

| Tête de liste                                  | Tête de liste      | Liste          | Premier tour | Premier tour | Second tour | Second tour | Sièges | Sièges |
| Tête de liste                                  | Tête de liste      | Liste          | Voix         | %            | Voix        | %           | CM     | CC     |
| ---------------------------------------------- | ------------------ | -------------- | ------------ | ------------ | ----------- | ----------- | ------ | ------ |
|                                                | Gilles Déclochez * | DVD            | 1 809        | 38,54        | 1 778       | 36,75       | 5      | 1      |
| Perros-Guirec 2014-2020, l'avenir en confiance |                    |                | 1 809        | 38,54        | 1 778       | 36,75       | 5      | 1      |
|                                                | Erven Léon         | DVD            | 1 535        | 32,70        | 1 915       | 39,59       | 21     | 4      |
| Agir ensemble pour Perros                      |                    |                | 1 535        | 32,70        | 1 915       | 39,59       | 21     | 4      |
|                                                | Michel Péroche     | PS-EELV-FG     | 1 349        | 28,74        | 1 144       | 23,65       | 3      | 1      |
| Perros autrement 2014                          |                    |                | 1 349        | 28,74        | 1 144       | 23,65       | 3      | 1      |
|                                                |                    |                |              |              |             |             |        |        |
| Inscrits                                       | Inscrits           | Inscrits       | 7 154        | 100,00       | 7 154       | 100,00      |        |        |
| Abstentions                                    | Abstentions        | Abstentions    | 2 338        | 32,68        | 2 227       | 31,13       |        |        |
| Votants                                        | Votants            | Votants        | 4 816        | 67,32        | 4 927       | 68,87       |        |        |
| Blancs et nuls                                 | Blancs et nuls     | Blancs et nuls | 123          | 2,55         | 90          | 1,83        |        |        |
| Exprimés                                       | Exprimés           | Exprimés       | 4 693        | 97,45        | 4 837       | 98,17       |        |        |
| * Liste du maire sortant                       |                    |                |              |              |             |             |        |        |

### Plaintel
- Maire sortant : Joseph Le Vée (DVD)
- 27 sièges à pourvoir au conseil municipal (population légale 2011 : 4 096 habitants)
- 9 sièges à pourvoir au conseil communautaire (CA Saint-Brieuc Armor Agglomération)

|                          | Joseph Le Vée * | DVD            | 1 903 | 100,00 | 27 | 9 |  |  |
| Ensemble pour Plaintel   |                 |                | 1 903 | 100,00 | 27 | 9 |  |  |
|                          |                 |                |       |        |    |   |  |  |
| Inscrits                 | Inscrits        | Inscrits       | 3 141 | 100,00 |    |   |  |  |
| Abstentions              | Abstentions     | Abstentions    | 939   | 29,89  |    |   |  |  |
| Votants                  | Votants         | Votants        | 2 202 | 70,11  |    |   |  |  |
| Blancs et nuls           | Blancs et nuls  | Blancs et nuls | 299   | 13,58  |    |   |  |  |
| Exprimés                 | Exprimés        | Exprimés       | 1 903 | 86,42  |    |   |  |  |
| * Liste du maire sortant |                 |                |       |        |    |   |  |  |

### Plancoët
- Maire sortante : Viviane Le Dissez (PS), ne se représente pas
- 23 sièges à pourvoir au conseil municipal (population légale 2011 : 3 084 habitants)
- 5 sièges à pourvoir au conseil communautaire (CA Dinan Agglomération)

|                               | Patrick Barraux | UMP            | 917   | 59,08  | 19 | 4 |  |  |
| Agir pour Plancoët            |                 |                | 917   | 59,08  | 19 | 4 |  |  |
|                               | Philippe Meslay | PS             | 635   | 40,91  | 4  | 1 |  |  |
| Plancoët, un avenir pour tous |                 |                | 635   | 40,91  | 4  | 1 |  |  |
|                               |                 |                |       |        |    |   |  |  |
| Inscrits                      | Inscrits        | Inscrits       | 2 335 | 100,00 |    |   |  |  |
| Abstentions                   | Abstentions     | Abstentions    | 708   | 30,32  |    |   |  |  |
| Votants                       | Votants         | Votants        | 1 627 | 69,68  |    |   |  |  |
| Blancs et nuls                | Blancs et nuls  | Blancs et nuls | 75    | 4,61   |    |   |  |  |
| Exprimés                      | Exprimés        | Exprimés       | 1 552 | 95,39  |    |   |  |  |

### Plédran
- Maire sortante : Maryse Raoult (PS)
- 29 sièges à pourvoir au conseil municipal (population légale 2011 : 6 053 habitants)
- 4 sièges à pourvoir au conseil communautaire (CA Saint-Brieuc Armor Agglomération)

|                                            | Stéphane Briend | DVD            | 1 920 | 56,27  | 23 | 3 |  |  |
| Vous et nous, pour Plédran tout simplement |                 |                | 1 920 | 56,27  | 23 | 3 |  |  |
|                                            | Maryse Raoult * | PS             | 1 492 | 43,72  | 6  | 1 |  |  |
| Réussir ensemble                           |                 |                | 1 492 | 43,72  | 6  | 1 |  |  |
|                                            |                 |                |       |        |    |   |  |  |
| Inscrits                                   | Inscrits        | Inscrits       | 4 858 | 100,00 |    |   |  |  |
| Abstentions                                | Abstentions     | Abstentions    | 1 291 | 26,57  |    |   |  |  |
| Votants                                    | Votants         | Votants        | 3 567 | 73,43  |    |   |  |  |
| Blancs et nuls                             | Blancs et nuls  | Blancs et nuls | 155   | 4,35   |    |   |  |  |
| Exprimés                                   | Exprimés        | Exprimés       | 3 412 | 95,65  |    |   |  |  |
| * Liste de la maire sortante               |                 |                |       |        |    |   |  |  |

### Plélo
- Maire sortant : Patrick Lopin (PS)
- 23 sièges à pourvoir au conseil municipal (population légale 2011 : 3 276 habitants)
- 5 sièges à pourvoir au conseil communautaire (CC Leff Armor Communauté)

|                            | Patrick Lopin *   | PS             | 976   | 60,09  | 19 | 4 |  |  |
| Plélo pour tous            |                   |                | 976   | 60,09  | 19 | 4 |  |  |
|                            | Yves-Jean Le Coqû | DVD-MoDem      | 648   | 39,90  | 4  | 1 |  |  |
| Une alternative pour Plélo |                   |                | 648   | 39,90  | 4  | 1 |  |  |
|                            |                   |                |       |        |    |   |  |  |
| Inscrits                   | Inscrits          | Inscrits       | 2 272 | 100,00 |    |   |  |  |
| Abstentions                | Abstentions       | Abstentions    | 558   | 24,56  |    |   |  |  |
| Votants                    | Votants           | Votants        | 1 714 | 75,44  |    |   |  |  |
| Blancs et nuls             | Blancs et nuls    | Blancs et nuls | 90    | 5,25   |    |   |  |  |
| Exprimés                   | Exprimés          | Exprimés       | 1 624 | 94,75  |    |   |  |  |
| * Liste du maire sortant   |                   |                |       |        |    |   |  |  |

### Plémet
- Maire sortante : Dominique Grall (EELV)
- 23 sièges à pourvoir au conseil municipal (population légale 2011 : 3 104 habitants)
- 5 sièges à pourvoir au conseil communautaire (CC Loudéac Communauté ? Bretagne Centre)

| Tête de liste                                              | Tête de liste     | Liste          | Premier tour | Premier tour | Second tour | Second tour | Sièges | Sièges |
| Tête de liste                                              | Tête de liste     | Liste          | Voix         | %            | Voix        | %           | CM     | CC     |
| ---------------------------------------------------------- | ----------------- | -------------- | ------------ | ------------ | ----------- | ----------- | ------ | ------ |
|                                                            | Romain Boutron    | DVD-UMP        | 675          | 37,96        | 920         | 53,95       | 18     | 4      |
| Dynamisme et expérience au service de Plémet               |                   |                | 675          | 37,96        | 920         | 53,95       | 18     | 4      |
|                                                            | Francis Bernard   | DVG            | 463          | 26,04        | 785         | 46,04       | 5      | 1      |
| Plémet horizon 2020 - Ensemble construisons l'avenir       |                   |                | 463          | 26,04        | 785         | 46,04       | 5      | 1      |
|                                                            | Daniel Guillemot  | DVG            | 332          | 18,67        |             |             |        |        |
| Pour la défense des intérêts de Plémet et de ses habitants |                   |                | 332          | 18,67        |             |             |        |        |
|                                                            | Dominique Grall * | EELV           | 308          | 17,32        |             |             |        |        |
| Expérience et avenir pour Plémet                           |                   |                | 308          | 17,32        |             |             |        |        |
|                                                            |                   |                |              |              |             |             |        |        |
| Inscrits                                                   | Inscrits          | Inscrits       | 2 207        | 100,00       | 2 207       | 100,00      |        |        |
| Abstentions                                                | Abstentions       | Abstentions    | 388          | 17,58        | 433         | 19,62       |        |        |
| Votants                                                    | Votants           | Votants        | 1 819        | 82,42        | 1 774       | 80,38       |        |        |
| Blancs et nuls                                             | Blancs et nuls    | Blancs et nuls | 41           | 2,25         | 69          | 3,89        |        |        |
| Exprimés                                                   | Exprimés          | Exprimés       | 1 778        | 97,75        | 1 705       | 96,11       |        |        |
| * Liste de la maire sortante                               |                   |                |              |              |             |             |        |        |

### Pléneuf-Val-André
- Maire sortant : Jean-Yves Lebas (UMP)
- 27 sièges à pourvoir au conseil municipal (population légale 2011 : 4 093 habitants)
- 9 sièges à pourvoir au conseil communautaire (CA Lamballe Terre et Mer)

|                                              | Jean-Yves Lebas * | UMP-UDI        | 1 448 | 58,55  | 22 | 7 |  |  |
| Agir ensemble pour Pléneuf-Val-André-Dahouët |                   |                | 1 448 | 58,55  | 22 | 7 |  |  |
|                                              | Hakim Hocine      | DVG            | 1 025 | 41,44  | 5  | 2 |  |  |
| Pour Pléneuf-Val-André : un autre avenir !   |                   |                | 1 025 | 41,44  | 5  | 2 |  |  |
|                                              |                   |                |       |        |    |   |  |  |
| Inscrits                                     | Inscrits          | Inscrits       | 3 722 | 100,00 |    |   |  |  |
| Abstentions                                  | Abstentions       | Abstentions    | 1 119 | 30,06  |    |   |  |  |
| Votants                                      | Votants           | Votants        | 2 603 | 69,94  |    |   |  |  |
| Blancs et nuls                               | Blancs et nuls    | Blancs et nuls | 130   | 4,99   |    |   |  |  |
| Exprimés                                     | Exprimés          | Exprimés       | 2 473 | 95,01  |    |   |  |  |
| * Liste du maire sortant                     |                   |                |       |        |    |   |  |  |

### Plérin
- Maire sortant : Ronan Kerdraon (PS)
- 33 sièges à pourvoir au conseil municipal (population légale 2011 : 14 020 habitants)
- 7 sièges à pourvoir au conseil communautaire (CA Saint-Brieuc Armor Agglomération)

|                                  | Ronan Kerdraon * | PS-PCF-EELV-UDB | 3 554  | 50,56  | 25 | 6 |  |  |
| Pour Plérin, continuons ensemble |                  |                 | 3 554  | 50,56  | 25 | 6 |  |  |
|                                  | Jérôme Kerhardy  | UMP             | 2 186  | 31,09  | 5  | 1 |  |  |
| Agir ensemble pour Plérin        |                  |                 | 2 186  | 31,09  | 5  | 1 |  |  |
|                                  | Denis Trémel     | UDI             | 1 289  | 18,33  | 3  |   |  |  |
| Une alternative pour Plérin      |                  |                 | 1 289  | 18,33  | 3  |   |  |  |
|                                  |                  |                 |        |        |    |   |  |  |
| Inscrits                         | Inscrits         | Inscrits        | 10 223 | 100,00 |    |   |  |  |
| Abstentions                      | Abstentions      | Abstentions     | 2 790  | 27,29  |    |   |  |  |
| Votants                          | Votants          | Votants         | 7 433  | 72,71  |    |   |  |  |
| Blancs et nuls                   | Blancs et nuls   | Blancs et nuls  | 404    | 5,44   |    |   |  |  |
| Exprimés                         | Exprimés         | Exprimés        | 7 029  | 94,56  |    |   |  |  |
| * Liste du maire sortant         |                  |                 |        |        |    |   |  |  |

### Pleslin-Trigavou
- Maire sortant : Jean-Paul Leroy (PS)
- 23 sièges à pourvoir au conseil municipal (population légale 2011 : 3 402 habitants)
- 8 sièges à pourvoir au conseil communautaire (CA Dinan Agglomération)

|                              | Jean-Paul Leroy * | PS             | 1 202 | 100,00 | 23 | 8 |  |  |
| Pleslin-Trigavou durablement |                   |                | 1 202 | 100,00 | 23 | 8 |  |  |
|                              |                   |                |       |        |    |   |  |  |
| Inscrits                     | Inscrits          | Inscrits       | 2 652 | 100,00 |    |   |  |  |
| Abstentions                  | Abstentions       | Abstentions    | 1 053 | 39,71  |    |   |  |  |
| Votants                      | Votants           | Votants        | 1 599 | 60,29  |    |   |  |  |
| Blancs et nuls               | Blancs et nuls    | Blancs et nuls | 397   | 24,83  |    |   |  |  |
| Exprimés                     | Exprimés          | Exprimés       | 1 202 | 75,17  |    |   |  |  |
| * Liste du maire sortant     |                   |                |       |        |    |   |  |  |

### Plestin-les-Grèves
- Maire sortant : André Lucas (PS)
- 27 sièges à pourvoir au conseil municipal (population légale 2011 : 3 643 habitants)
- 3 sièges à pourvoir au conseil communautaire (CA Lannion-Trégor Communauté)

| Tête de liste                    | Tête de liste         | Liste          | Premier tour | Premier tour | Second tour | Second tour | Sièges | Sièges |
| Tête de liste                    | Tête de liste         | Liste          | Voix         | %            | Voix        | %           | CM     | CC     |
| -------------------------------- | --------------------- | -------------- | ------------ | ------------ | ----------- | ----------- | ------ | ------ |
|                                  | André Lucas *         | PS-PCF-EELV    | 864          | 41,41        | 863         | 40,27       | 19     | 2      |
| Plestin, un avenir à partager    |                       |                | 864          | 41,41        | 863         | 40,27       | 19     | 2      |
|                                  | Jean-François Lemaire | DVD            | 676          | 32,40        | 777         | 36,25       | 5      | 1      |
| Un nouvel avenir pour Plestin    |                       |                | 676          | 32,40        | 777         | 36,25       | 5      | 1      |
|                                  | Claude Bozec          | DVG            | 546          | 26,17        | 503         | 23,47       | 3      |        |
| Vivre et agir ensemble à Plestin |                       |                | 546          | 26,17        | 503         | 23,47       | 3      |        |
|                                  |                       |                |              |              |             |             |        |        |
| Inscrits                         | Inscrits              | Inscrits       | 2 958        | 100,00       | 2 963       | 100,00      |        |        |
| Abstentions                      | Abstentions           | Abstentions    | 740          | 25,02        | 751         | 25,35       |        |        |
| Votants                          | Votants               | Votants        | 2 218        | 74,98        | 2 212       | 74,65       |        |        |
| Blancs et nuls                   | Blancs et nuls        | Blancs et nuls | 132          | 5,95         | 69          | 3,12        |        |        |
| Exprimés                         | Exprimés              | Exprimés       | 2 086        | 94,05        | 2 143       | 96,88       |        |        |
| * Liste du maire sortant         |                       |                |              |              |             |             |        |        |

### Pleudihen-sur-Rance
- Maire sortant : Michel Vaspart (UMP)
- 23 sièges à pourvoir au conseil municipal (population légale 2011 : 2 817 habitants)
- 3 sièges à pourvoir au conseil communautaire (CA Dinan Agglomération)

|                                          | Michel Vaspart * | UMP            | 937   | 61,97  | 19 | 2 |  |  |
| Pleudihen horizon 2020                   |                  |                | 937   | 61,97  | 19 | 2 |  |  |
|                                          | Jacques Terrière | DVG            | 575   | 38,02  | 4  | 1 |  |  |
| Un avenir ensemble à Pleudihen-sur-Rance |                  |                | 575   | 38,02  | 4  | 1 |  |  |
|                                          |                  |                |       |        |    |   |  |  |
| Inscrits                                 | Inscrits         | Inscrits       | 2 155 | 100,00 |    |   |  |  |
| Abstentions                              | Abstentions      | Abstentions    | 563   | 26,13  |    |   |  |  |
| Votants                                  | Votants          | Votants        | 1 592 | 73,87  |    |   |  |  |
| Blancs et nuls                           | Blancs et nuls   | Blancs et nuls | 80    | 5,03   |    |   |  |  |
| Exprimés                                 | Exprimés         | Exprimés       | 1 512 | 94,97  |    |   |  |  |
| * Liste du maire sortant                 |                  |                |       |        |    |   |  |  |

### Pleumeur-Bodou
- Maire sortant : Pierre Terrien (DVD)
- 27 sièges à pourvoir au conseil municipal (population légale 2011 : 4 028 habitants)
- 3 sièges à pourvoir au conseil communautaire (CA Lannion-Trégor Communauté)

|                                | Pierre Terrien *  | DVD            | 1 184 | 50,75  | 21 | 3 |  |  |
| Réunir pour réussir            |                   |                | 1 184 | 50,75  | 21 | 3 |  |  |
|                                | Ronan Le Masson   | DVG            | 463   | 19,84  | 2  |   |  |  |
| Vivons Pleumeur-Bodou          |                   |                | 463   | 19,84  | 2  |   |  |  |
|                                | Jean-Yves Monfort | EELV-PG        | 353   | 15,13  | 2  |   |  |  |
| La vraie gauche, naturellement |                   |                | 353   | 15,13  | 2  |   |  |  |
|                                | Yannig Quéré      | DVG            | 333   | 14,27  | 2  |   |  |  |
| Pleumeur à gauche              |                   |                | 333   | 14,27  | 2  |   |  |  |
|                                |                   |                |       |        |    |   |  |  |
| Inscrits                       | Inscrits          | Inscrits       | 3 526 | 100,00 |    |   |  |  |
| Abstentions                    | Abstentions       | Abstentions    | 1 097 | 31,11  |    |   |  |  |
| Votants                        | Votants           | Votants        | 2 429 | 68,89  |    |   |  |  |
| Blancs et nuls                 | Blancs et nuls    | Blancs et nuls | 96    | 3,95   |    |   |  |  |
| Exprimés                       | Exprimés          | Exprimés       | 2 333 | 96,05  |    |   |  |  |
| * Liste du maire sortant       |                   |                |       |        |    |   |  |  |

### Plœuc-sur-Lié
- Maire sortant : Daniel Denis (PS)
- 23 sièges à pourvoir au conseil municipal (population légale 2011 : 3 259 habitants)
- 8 sièges à pourvoir au conseil communautaire (CC Centre Armor Puissance 4)

|                                                      | Thibaut Guignard | UMP            | 1 002 | 53,81  | 18 | 6 |  |  |
| Vive Ploeuc-sur-Lié                                  |                  |                | 1 002 | 53,81  | 18 | 6 |  |  |
|                                                      | Daniel Denis *   | PS             | 860   | 46,18  | 5  | 2 |  |  |
| Expérience et renouveau au service de Ploeuc-sur-Lié |                  |                | 860   | 46,18  | 5  | 2 |  |  |
|                                                      |                  |                |       |        |    |   |  |  |
| Inscrits                                             | Inscrits         | Inscrits       | 2 444 | 100,00 |    |   |  |  |
| Abstentions                                          | Abstentions      | Abstentions    | 525   | 21,48  |    |   |  |  |
| Votants                                              | Votants          | Votants        | 1 919 | 78,52  |    |   |  |  |
| Blancs et nuls                                       | Blancs et nuls   | Blancs et nuls | 57    | 2,97   |    |   |  |  |
| Exprimés                                             | Exprimés         | Exprimés       | 1 862 | 97,03  |    |   |  |  |
| * Liste du maire sortant                             |                  |                |       |        |    |   |  |  |

### Plouagat
- Maire sortant : Paul Kervarec (DVG), ne se représente pas
- 23 sièges à pourvoir au conseil municipal (population légale 2011 : 2 588 habitants)
- 5 sièges à pourvoir au conseil communautaire (CC Leff Armor Communauté)

|                                                      | Olivier Boissière | DVG            | 904   | 100,00 | 23 | 5 |  |  |
| Rassemblement de la gauche citoyenne et démocratique |                   |                | 904   | 100,00 | 23 | 5 |  |  |
|                                                      |                   |                |       |        |    |   |  |  |
| Inscrits                                             | Inscrits          | Inscrits       | 2 037 | 100,00 |    |   |  |  |
| Abstentions                                          | Abstentions       | Abstentions    | 673   | 33,04  |    |   |  |  |
| Votants                                              | Votants           | Votants        | 1 364 | 66,96  |    |   |  |  |
| Blancs et nuls                                       | Blancs et nuls    | Blancs et nuls | 460   | 33,72  |    |   |  |  |
| Exprimés                                             | Exprimés          | Exprimés       | 904   | 66,28  |    |   |  |  |

### Ploubalay
- Maire sortante : Marie-Annick Guguen (PS), ne se représente pas
- 23 sièges à pourvoir au conseil municipal (population légale 2011 : 2 846 habitants)
- 3 sièges à pourvoir au conseil communautaire (CC Côte d'Emeraude)

| Tête de liste                | Tête de liste    | Liste          | Premier tour | Premier tour | Second tour | Second tour | Sièges  | Sièges  |
| Tête de liste                | Tête de liste    | Liste          | Voix         | %            | Voix        | %           | CM      | CC      |
| ---------------------------- | ---------------- | -------------- | ------------ | ------------ | ----------- | ----------- | ------- | ------- |
|                              | Eugène Caro      | DVD            | 694          | 42,83        | 948         | 55,05       | 18      | 2       |
| Ploubalay, l'union des voix  |                  |                | 694          | 42,83        | 948         | 55,05       | 18      | 2       |
|                              | Denis Salmon     | DVG            | 641          | 39,56        | 774         | 44,94       | 5       | 1       |
| Agir ensemble pour Ploubalay |                  |                | 641          | 39,56        | 774         | 44,94       | 5       | 1       |
|                              | Frédéric Midelet | PS             | 285          | 17,59        | Retrait     | Retrait     | Retrait | Retrait |
| Ploubalay en mouvement       |                  |                | 285          | 17,59        | Retrait     | Retrait     | Retrait | Retrait |
|                              |                  |                |              |              |             |             |         |         |
| Inscrits                     | Inscrits         | Inscrits       | 2 213        | 100,00       | 2 221       | 100,00      |         |         |
| Abstentions                  | Abstentions      | Abstentions    | 503          | 22,73        | 435         | 19,59       |         |         |
| Votants                      | Votants          | Votants        | 1 710        | 77,27        | 1 786       | 80,41       |         |         |
| Blancs et nuls               | Blancs et nuls   | Blancs et nuls | 90           | 5,26         | 64          | 3,58        |         |         |
| Exprimés                     | Exprimés         | Exprimés       | 1 620        | 94,74        | 1 722       | 96,42       |         |         |

### Ploubazlanec
- Maire sortante : Danielle Brézellec (DVG)
- 23 sièges à pourvoir au conseil municipal (population légale 2011 : 3 194 habitants)
- 5 sièges à pourvoir au conseil communautaire (CA Guingamp-Paimpol Agglomération)

|                              | Danielle Brézellec *         | DVG            | 1 023 | 50,79  | 18 | 4 |  |  |
| Vivre à Ploubaz              |                              |                | 1 023 | 50,79  | 18 | 4 |  |  |
|                              | Patricia Le Breton-Le Bellec | MoDem          | 636   | 31,57  | 3  | 1 |  |  |
| Un nouvel élan               |                              |                | 636   | 31,57  | 3  | 1 |  |  |
|                              | Richard Vibert               | DVG            | 355   | 17,62  | 2  |   |  |  |
| Demain avec vous             |                              |                | 355   | 17,62  | 2  |   |  |  |
|                              |                              |                |       |        |    |   |  |  |
| Inscrits                     | Inscrits                     | Inscrits       | 2 830 | 100,00 |    |   |  |  |
| Abstentions                  | Abstentions                  | Abstentions    | 747   | 26,40  |    |   |  |  |
| Votants                      | Votants                      | Votants        | 2 083 | 73,60  |    |   |  |  |
| Blancs et nuls               | Blancs et nuls               | Blancs et nuls | 69    | 3,31   |    |   |  |  |
| Exprimés                     | Exprimés                     | Exprimés       | 2 014 | 96,69  |    |   |  |  |
| * Liste de la maire sortante |                              |                |       |        |    |   |  |  |

### Ploubezre
- Maire sortant : Jean-Yves Menou (PS)
- 23 sièges à pourvoir au conseil municipal (population légale 2011 : 3 451 habitants)
- 3 sièges à pourvoir au conseil communautaire (CA Lannion-Trégor Communauté)

|                                         | Brigitte Gourhant | DVD            | 1 030 | 54,61  | 18 | 2 |  |  |
| Un nouveau souffle pour Ploubezre       |                   |                | 1 030 | 54,61  | 18 | 2 |  |  |
|                                         | Jean-Yves Menou * | PS             | 856   | 45,38  | 5  | 1 |  |  |
| Agir pour Ploubezre dans un Trégor fort |                   |                | 856   | 45,38  | 5  | 1 |  |  |
|                                         |                   |                |       |        |    |   |  |  |
| Inscrits                                | Inscrits          | Inscrits       | 2 745 | 100,00 |    |   |  |  |
| Abstentions                             | Abstentions       | Abstentions    | 758   | 27,61  |    |   |  |  |
| Votants                                 | Votants           | Votants        | 1 987 | 72,39  |    |   |  |  |
| Blancs et nuls                          | Blancs et nuls    | Blancs et nuls | 101   | 5,08   |    |   |  |  |
| Exprimés                                | Exprimés          | Exprimés       | 1 886 | 94,92  |    |   |  |  |
| * Liste du maire sortant                |                   |                |       |        |    |   |  |  |

### Plouër-sur-Rance
- Maire sortant : Jean-Claude Havard (DVG)
- 23 sièges à pourvoir au conseil municipal (population légale 2011 : 3 378 habitants)
- 8 sièges à pourvoir au conseil communautaire (CA Dinan Agglomération)

|                | Serge Simon      | DVG            | 1 302 | 71,26  | 20 | 7 |  |  |
|                | Bernard Guichard | DVD            | 525   | 28,73  | 3  | 1 |  |  |
|                |                  |                |       |        |    |   |  |  |
| Inscrits       | Inscrits         | Inscrits       | 2 772 | 100,00 |    |   |  |  |
| Abstentions    | Abstentions      | Abstentions    | 832   | 30,01  |    |   |  |  |
| Votants        | Votants          | Votants        | 1 940 | 69,99  |    |   |  |  |
| Blancs et nuls | Blancs et nuls   | Blancs et nuls | 113   | 5,82   |    |   |  |  |
| Exprimés       | Exprimés         | Exprimés       | 1 827 | 94,18  |    |   |  |  |

### Plouézec
- Maire sortant : Jacques Mangold (EELV)
- 23 sièges à pourvoir au conseil municipal (population légale 2011 : 3 332 habitants)
- 6 sièges à pourvoir au conseil communautaire (CA Guingamp-Paimpol Agglomération)

|                          | Jacques Mangold * | EELV           | 1 323 | 73,91  | 20 | 5 |  |  |
|                          | Jean-Pierre Jouy  | DVD            | 467   | 26,08  | 3  | 1 |  |  |
|                          |                   |                |       |        |    |   |  |  |
| Inscrits                 | Inscrits          | Inscrits       | 2 879 | 100,00 |    |   |  |  |
| Abstentions              | Abstentions       | Abstentions    | 924   | 32,09  |    |   |  |  |
| Votants                  | Votants           | Votants        | 1 955 | 67,91  |    |   |  |  |
| Blancs et nuls           | Blancs et nuls    | Blancs et nuls | 165   | 8,44   |    |   |  |  |
| Exprimés                 | Exprimés          | Exprimés       | 1 790 | 91,56  |    |   |  |  |
| * Liste du maire sortant |                   |                |       |        |    |   |  |  |

### Ploufragan
- Maire sortant : Rémy Moulin (PCF)
- 33 sièges à pourvoir au conseil municipal (population légale 2011 : 11 234 habitants)
- 6 sièges à pourvoir au conseil communautaire (CA Saint-Brieuc Armor Agglomération)

|                          | Rémy Moulin *     | PCF            | 2 733 | 55,77  | 26 | 5 |  |  |
|                          | Jean-Yves Bernard | DVD            | 1 696 | 34,61  | 6  | 1 |  |  |
|                          | Martial Collet    | LO             | 471   | 9,61   | 1  |   |  |  |
|                          |                   |                |       |        |    |   |  |  |
| Inscrits                 | Inscrits          | Inscrits       | 8 197 | 100,00 |    |   |  |  |
| Abstentions              | Abstentions       | Abstentions    | 3 049 | 37,20  |    |   |  |  |
| Votants                  | Votants           | Votants        | 5 148 | 62,80  |    |   |  |  |
| Blancs et nuls           | Blancs et nuls    | Blancs et nuls | 248   | 4,82   |    |   |  |  |
| Exprimés                 | Exprimés          | Exprimés       | 4 900 | 95,18  |    |   |  |  |
| * Liste du maire sortant |                   |                |       |        |    |   |  |  |

### Plouha
- Maire sortant : Philippe Delsol (PS)
- 27 sièges à pourvoir au conseil municipal (population légale 2011 : 4 587 habitants)
- 10 sièges à pourvoir au conseil communautaire (CC Leff Armor Communauté)

| Tête de liste            | Tête de liste     | Liste          | Premier tour | Premier tour | Second tour | Second tour | Sièges | Sièges |
| Tête de liste            | Tête de liste     | Liste          | Voix         | %            | Voix        | %           | CM     | CC     |
| ------------------------ | ----------------- | -------------- | ------------ | ------------ | ----------- | ----------- | ------ | ------ |
|                          | Philippe Delsol * | PS             | 1 305        | 48,04        | 1 468       | 49,76       | 6      | 2      |
|                          | Éric Duval        | DVD            | 1 149        | 42,30        | 1 482       | 50,23       | 21     | 8      |
|                          | Myriam Dumatin    | MoDem          | 262          | 9,64         |             |             |        |        |
|                          |                   |                |              |              |             |             |        |        |
| Inscrits                 | Inscrits          | Inscrits       | 4 082        | 100,00       | 4 082       | 100,00      |        |        |
| Abstentions              | Abstentions       | Abstentions    | 1 234        | 30,23        | 1 043       | 25,55       |        |        |
| Votants                  | Votants           | Votants        | 2 848        | 69,77        | 3 039       | 74,45       |        |        |
| Blancs et nuls           | Blancs et nuls    | Blancs et nuls | 132          | 4,63         | 89          | 2,93        |        |        |
| Exprimés                 | Exprimés          | Exprimés       | 2 716        | 95,37        | 2 950       | 97,07       |        |        |
| * Liste du maire sortant |                   |                |              |              |             |             |        |        |

### Ploumagoar
- Maire sortant : Bernard Hamon (DVG)
- 29 sièges à pourvoir au conseil municipal (population légale 2011 : 5 186 habitants)
- 7 sièges à pourvoir au conseil communautaire (CA Guingamp-Paimpol Agglomération)

|                          | Bernard Hamon * | DVG            | 1 557 | 56,68  | 23 | 6 |  |  |
|                          | Didier Robert   | PS             | 1 190 | 43,31  | 6  | 1 |  |  |
|                          |                 |                |       |        |    |   |  |  |
| Inscrits                 | Inscrits        | Inscrits       | 3 795 | 100,00 |    |   |  |  |
| Abstentions              | Abstentions     | Abstentions    | 917   | 24,16  |    |   |  |  |
| Votants                  | Votants         | Votants        | 2 878 | 75,84  |    |   |  |  |
| Blancs et nuls           | Blancs et nuls  | Blancs et nuls | 131   | 4,55   |    |   |  |  |
| Exprimés                 | Exprimés        | Exprimés       | 2 747 | 95,45  |    |   |  |  |
| * Liste du maire sortant |                 |                |       |        |    |   |  |  |

### Ploumilliau
- Maire sortant : Marcel Prat
- 23 sièges à pourvoir au conseil municipal (population légale 2011 : 2 515 habitants)
- 2 sièges à pourvoir au conseil communautaire (CA Lannion-Trégor Communauté)

|                          | Marcel Prat *  | PS             | 763   | 51,79  | 18 | 2 |  |  |
|                          | Jean Margate   | DVD            | 710   | 48,20  | 5  |   |  |  |
|                          |                |                |       |        |    |   |  |  |
| Inscrits                 | Inscrits       | Inscrits       | 1 986 | 100,00 |    |   |  |  |
| Abstentions              | Abstentions    | Abstentions    | 439   | 22,10  |    |   |  |  |
| Votants                  | Votants        | Votants        | 1 547 | 77,90  |    |   |  |  |
| Blancs et nuls           | Blancs et nuls | Blancs et nuls | 74    | 4,78   |    |   |  |  |
| Exprimés                 | Exprimés       | Exprimés       | 1 473 | 95,22  |    |   |  |  |
| * Liste du maire sortant |                |                |       |        |    |   |  |  |

### Pommerit-le-Vicomte
- Maire sortant : Alain Gautier (PS)
- 19 sièges à pourvoir au conseil municipal ;
- 3 sièges à pourvoir au conseil communautaire (CC Leff Armor Communauté)

|                          | Alain Gautier *   | PS             | 512   | 50,64  | 15 | 2 |  |  |
|                          | Marie Ange Rondot |                | 499   | 49,35  | 4  | 1 |  |  |
|                          |                   |                |       |        |    |   |  |  |
| Inscrits                 | Inscrits          | Inscrits       | 1 388 | 100,00 |    |   |  |  |
| Abstentions              | Abstentions       | Abstentions    | 314   | 22,62  |    |   |  |  |
| Votants                  | Votants           | Votants        | 1 074 | 77,38  |    |   |  |  |
| Blancs et nuls           | Blancs et nuls    | Blancs et nuls | 63    | 5,87   |    |   |  |  |
| Exprimés                 | Exprimés          | Exprimés       | 1 011 | 94,13  |    |   |  |  |
| * Liste du maire sortant |                   |                |       |        |    |   |  |  |

### Pordic
- Maire sortant : Gilbert Gaspaillard (PS)
- 29 sièges à pourvoir au conseil municipal (population légale 2011 : 6 001 habitants)
- 4 sièges à pourvoir au conseil communautaire (CA Saint-Brieuc Armor Agglomération)

|                          | Maurice Battas        | DVD            | 1 720 | 51,88  | 22 | 3 |  |  |
|                          | Gilbert Gaspaillard * | PS             | 1 595 | 48,11  | 7  | 1 |  |  |
|                          |                       |                |       |        |    |   |  |  |
| Inscrits                 | Inscrits              | Inscrits       | 4 878 | 100,00 |    |   |  |  |
| Abstentions              | Abstentions           | Abstentions    | 1 321 | 27,08  |    |   |  |  |
| Votants                  | Votants               | Votants        | 3 557 | 72,92  |    |   |  |  |
| Blancs et nuls           | Blancs et nuls        | Blancs et nuls | 242   | 6,80   |    |   |  |  |
| Exprimés                 | Exprimés              | Exprimés       | 3 315 | 93,20  |    |   |  |  |
| * Liste du maire sortant |                       |                |       |        |    |   |  |  |

### Quessoy
- Maire sortant : Constant Ramel (DVG)
- 27 sièges à pourvoir au conseil municipal (population légale 2011 : 3 593 habitants)
- 6 sièges à pourvoir au conseil communautaire (CA Lamballe Terre et Mer)

|                | Jean-Luc Gouyette | DVG            | 1 113 | 52,64  | 21 | 5 |  |  |
|                | Paul Audren       | DVD            | 1 001 | 47,35  | 6  | 1 |  |  |
|                |                   |                |       |        |    |   |  |  |
| Inscrits       | Inscrits          | Inscrits       | 2 946 | 100,00 |    |   |  |  |
| Abstentions    | Abstentions       | Abstentions    | 763   | 25,90  |    |   |  |  |
| Votants        | Votants           | Votants        | 2 183 | 74,10  |    |   |  |  |
| Blancs et nuls | Blancs et nuls    | Blancs et nuls | 69    | 3,16   |    |   |  |  |
| Exprimés       | Exprimés          | Exprimés       | 2 114 | 96,84  |    |   |  |  |

### Quévert
- Maire sortant : Alain Burlot (PS)
- 27 sièges à pourvoir au conseil municipal (population légale 2011 : 3 687 habitants)
- 4 sièges à pourvoir au conseil communautaire (CA Dinan Agglomération)

|                | Marie-Odile Fauche | DVG            | 1 179 | 66,79  | 23 | 4 |  |  |
|                | Serge Buet         | DVG            | 586   | 33,20  | 4  |   |  |  |
|                |                    |                |       |        |    |   |  |  |
| Inscrits       | Inscrits           | Inscrits       | 2 975 | 100,00 |    |   |  |  |
| Abstentions    | Abstentions        | Abstentions    | 1 065 | 35,80  |    |   |  |  |
| Votants        | Votants            | Votants        | 1 910 | 64,20  |    |   |  |  |
| Blancs et nuls | Blancs et nuls     | Blancs et nuls | 145   | 7,59   |    |   |  |  |
| Exprimés       | Exprimés           | Exprimés       | 1 765 | 92,41  |    |   |  |  |

### Quintin
- Maire sortant : Yves Briens
- 23 sièges à pourvoir au conseil municipal (population légale 2011 : 2 834 habitants)
- 5 sièges à pourvoir au conseil communautaire (CA Saint-Brieuc Armor Agglomération)

|                | Mireille Airault | DVD            | 779   | 53,98  | 18 | 4 |  |  |
|                | Daniel Thoraval  | DVG            | 664   | 46,01  | 5  | 1 |  |  |
|                |                  |                |       |        |    |   |  |  |
| Inscrits       | Inscrits         | Inscrits       | 2 079 | 100,00 |    |   |  |  |
| Abstentions    | Abstentions      | Abstentions    | 562   | 27,03  |    |   |  |  |
| Votants        | Votants          | Votants        | 1 517 | 72,97  |    |   |  |  |
| Blancs et nuls | Blancs et nuls   | Blancs et nuls | 74    | 4,88   |    |   |  |  |
| Exprimés       | Exprimés         | Exprimés       | 1 443 | 95,12  |    |   |  |  |

### Rostrenen
- Maire sortant : Jean Paul Le Boëdec (DVD)
- 23 sièges à pourvoir au conseil municipal (population légale 2011 : 3 272 habitants)
- 4 sièges à pourvoir au conseil communautaire (CC du Kreiz-Breizh)

|                          | Jean-Paul Le Boëdec * | DVD            | 1 086 | 70,15  | 20 | 4 |  |  |
|                          | Raymond Geleoc        | DVG            | 462   | 29,84  | 3  |   |  |  |
|                          |                       |                |       |        |    |   |  |  |
| Inscrits                 | Inscrits              | Inscrits       | 2 336 | 100,00 |    |   |  |  |
| Abstentions              | Abstentions           | Abstentions    | 652   | 27,91  |    |   |  |  |
| Votants                  | Votants               | Votants        | 1 684 | 72,09  |    |   |  |  |
| Blancs et nuls           | Blancs et nuls        | Blancs et nuls | 136   | 8,08   |    |   |  |  |
| Exprimés                 | Exprimés              | Exprimés       | 1 548 | 91,92  |    |   |  |  |
| * Liste du maire sortant |                       |                |       |        |    |   |  |  |

### Saint-Brieuc
- Maire sortant : Bruno Joncour (MoDem)
- 43 sièges à pourvoir au conseil municipal (population légale 2011 : 46 173 habitants)
- 20 sièges à pourvoir au conseil communautaire (CA Saint-Brieuc Armor Agglomération)

| Tête de liste                                                              | Tête de liste     | Liste                    | Premier tour | Premier tour | Second tour | Second tour | Sièges | Sièges |
| Tête de liste                                                              | Tête de liste     | Liste                    | Voix         | %            | Voix        | %           | CM     | CC     |
| -------------------------------------------------------------------------- | ----------------- | ------------------------ | ------------ | ------------ | ----------- | ----------- | ------ | ------ |
|                                                                            | Bruno Joncour *   | MoDem-UDI-UMP (UD)       | 8 037        | 49,40        | 9 048       | 54,97       | 34     | 16     |
| Saint-Brieuc, la dimension humaine force d'avenir                          |                   |                          | 8 037        | 49,40        | 9 048       | 54,97       | 34     | 16     |
|                                                                            | Didier Le Buhan   | PS-PCF-EELV-UDB-DVG (UG) | 4 329        | 26,61        | 5 431       | 32,99       | 7      | 3      |
| Pour Saint-Brieuc, engagés et solidaires                                   |                   |                          | 4 329        | 26,61        | 5 431       | 32,99       | 7      | 3      |
|                                                                            | Pierre-Yves Lopin | FN                       | 1 836        | 11,28        | 1 980       | 12,02       | 2      | 1      |
| Saint-Brieuc Bleu marine                                                   |                   |                          | 1 836        | 11,28        | 1 980       | 12,02       | 2      | 1      |
|                                                                            | Marion Gorgiard   | FG-NPA                   | 1 504        | 9,24         |             |             |        |        |
| À gauche vraiment 2014                                                     |                   |                          | 1 504        | 9,24         |             |             |        |        |
|                                                                            | Alain Le Fol      | LO                       | 390          | 2,39         |             |             |        |        |
| Lutte Ouvrière - Faire entendre le camp des travailleurs                   |                   |                          | 390          | 2,39         |             |             |        |        |
|                                                                            | Pierre Lo Monaco  | POI                      | 172          | 1,05         |             |             |        |        |
| Rassemblement pour la rupture avec les mesures d'austérité du gouvernement |                   |                          | 172          | 1,05         |             |             |        |        |
|                                                                            |                   |                          |              |              |             |             |        |        |
| Inscrits                                                                   | Inscrits          | Inscrits                 | 30 951       | 100,00       | 30 954      | 100,00      |        |        |
| Abstentions                                                                | Abstentions       | Abstentions              | 14 170       | 45,78        | 13 972      | 45,14       |        |        |
| Votants                                                                    | Votants           | Votants                  | 16 781       | 54,22        | 16 982      | 54,86       |        |        |
| Blancs et nuls                                                             | Blancs et nuls    | Blancs et nuls           | 513          | 3,06         | 523         | 3,08        |        |        |
| Exprimés                                                                   | Exprimés          | Exprimés                 | 16 268       | 96,94        | 16 459      | 96,92       |        |        |
| * Liste du maire sortant                                                   |                   |                          |              |              |             |             |        |        |

### Saint-Cast-le-Guildo
- Maire sortant : Jean Fernandez (DVD)
- 23 sièges à pourvoir au conseil municipal (population légale 2011 : 3 469 habitants)
- 6 sièges à pourvoir au conseil communautaire (CA Dinan Agglomération)

| Tête de liste            | Tête de liste    | Liste          | Premier tour | Premier tour | Second tour | Second tour | Sièges | Sièges |
| Tête de liste            | Tête de liste    | Liste          | Voix         | %            | Voix        | %           | CM     | CC     |
| ------------------------ | ---------------- | -------------- | ------------ | ------------ | ----------- | ----------- | ------ | ------ |
|                          | Jean Fernandez * | DVD            | 992          | 43,52        | 1 094       | 44,00       | 5      | 1      |
|                          | Josiane Allory   | SE             | 877          | 38,48        | 1 101       | 44,28       | 17     | 5      |
|                          | Johann Prodhomme | SE             | 410          | 17,99        | 291         | 11,70       | 1      |        |
|                          |                  |                |              |              |             |             |        |        |
| Inscrits                 | Inscrits         | Inscrits       | 3 396        | 100,00       | 3 396       | 100,00      |        |        |
| Abstentions              | Abstentions      | Abstentions    | 944          | 27,80        | 839         | 24,71       |        |        |
| Votants                  | Votants          | Votants        | 2 452        | 72,20        | 2 557       | 75,29       |        |        |
| Blancs et nuls           | Blancs et nuls   | Blancs et nuls | 173          | 7,06         | 71          | 2,78        |        |        |
| Exprimés                 | Exprimés         | Exprimés       | 2 279        | 92,94        | 2 486       | 97,22       |        |        |
| * Liste du maire sortant |                  |                |              |              |             |             |        |        |

### Saint-Quay-Portrieux
- Maire sortant : Dominique Blanc (DVD)
- 23 sièges à pourvoir au conseil municipal (population légale 2011 : 3 130 habitants)
- 6 sièges à pourvoir au conseil communautaire (CA Saint-Brieuc Armor Agglomération)

| Tête de liste                                     | Tête de liste     | Liste          | Premier tour | Premier tour | Second tour | Second tour | Sièges | Sièges |
| Tête de liste                                     | Tête de liste     | Liste          | Voix         | %            | Voix        | %           | CM     | CC     |
| ------------------------------------------------- | ----------------- | -------------- | ------------ | ------------ | ----------- | ----------- | ------ | ------ |
|                                                   | Thierry Simelière | UDI            | 762          | 38,40        | 1 064       | 54,36       | 18     | 5      |
| SQP 2014 - C'est le temps d’une équipe nouvelle ! |                   |                | 762          | 38,40        | 1 064       | 54,36       | 18     | 5      |
|                                                   | Isabelle Quéré    | DVD            | 392          | 19,75        | 526         | 26,87       | 3      | 1      |
| Saint-Quay-Portrieux avec Isabelle Quéré          |                   |                | 392          | 19,75        | 526         | 26,87       | 3      | 1      |
|                                                   | Georges Brézellec | DVD            | 345          | 17,38        | 367         | 18,75       | 2      |        |
| Vivons Saint-Quay-Portrieux !                     |                   |                | 345          | 17,38        | 367         | 18,75       | 2      |        |
|                                                   | Dominique Blanc * | DVD            | 259          | 13,05        |             |             |        |        |
| Saint-Quay-Portrieux pour tous                    |                   |                | 259          | 13,05        |             |             |        |        |
|                                                   | Frédéric Pichon   | DVD            | 226          | 11,39        |             |             |        |        |
| Saint-Quay-Portrieux d'abord                      |                   |                | 226          | 11,39        |             |             |        |        |
|                                                   |                   |                |              |              |             |             |        |        |
| Inscrits                                          | Inscrits          | Inscrits       | 3 037        | 100,00       | 3 037       | 100,00      |        |        |
| Abstentions                                       | Abstentions       | Abstentions    | 986          | 32,47        | 991         | 32,63       |        |        |
| Votants                                           | Votants           | Votants        | 2 051        | 67,53        | 2 046       | 67,37       |        |        |
| Blancs et nuls                                    | Blancs et nuls    | Blancs et nuls | 67           | 3,27         | 89          | 4,35        |        |        |
| Exprimés                                          | Exprimés          | Exprimés       | 1 984        | 96,73        | 1 957       | 95,65       |        |        |
| * Liste du maire sortant                          |                   |                |              |              |             |             |        |        |

### Trébeurden
- Maire sortant : Michel Lissillour (DVD)
- 27 sièges à pourvoir au conseil municipal (population légale 2011 : 3 707 habitants)
- 3 sièges à pourvoir au conseil communautaire (CA Lannion-Trégor Communauté)

| Tête de liste  | Tête de liste   | Liste          | Premier tour | Premier tour | Second tour | Second tour | Sièges | Sièges |
| Tête de liste  | Tête de liste   | Liste          | Voix         | %            | Voix        | %           | CM     | CC     |
| -------------- | --------------- | -------------- | ------------ | ------------ | ----------- | ----------- | ------ | ------ |
|                | Jacques Mainage | DVD            | 784          | 34,05        | 910         | 37,47       | 5      | 1      |
|                | Alain Faivre    | PS-EELV        | 757          | 32,88        | 986         | 40,60       | 19     | 2      |
|                | Fernand Coulon  | DVD            | 552          | 23,97        | 532         | 21,91       | 3      |        |
|                | Gaëlle Giffard  | SE             | 209          | 9,07         |             |             |        |        |
|                |                 |                |              |              |             |             |        |        |
| Inscrits       | Inscrits        | Inscrits       | 3 508        | 100,00       | 3 508       | 100,00      |        |        |
| Abstentions    | Abstentions     | Abstentions    | 1 109        | 31,61        | 1 016       | 28,96       |        |        |
| Votants        | Votants         | Votants        | 2 399        | 68,39        | 2 492       | 71,04       |        |        |
| Blancs et nuls | Blancs et nuls  | Blancs et nuls | 97           | 4,04         | 64          | 2,57        |        |        |
| Exprimés       | Exprimés        | Exprimés       | 2 302        | 95,96        | 2 428       | 97,43       |        |        |

### Trégueux
- Maire sortant : Jean Basset (PS)
- 29 sièges à pourvoir au conseil municipal (population légale 2011 : 7 955 habitants)
- 4 sièges à pourvoir au conseil communautaire (CA Saint-Brieuc Armor Agglomération)

|                | Christine Métois  | DVG            | 2 208 | 55,28  | 23 | 4 |  |  |
|                | Danielle Jegou    | UMP            | 1 043 | 26,11  | 4  |   |  |  |
|                | Jean-Yves Lagadec | PS             | 743   | 18,60  | 2  |   |  |  |
|                |                   |                |       |        |    |   |  |  |
| Inscrits       | Inscrits          | Inscrits       | 6 307 | 100,00 |    |   |  |  |
| Abstentions    | Abstentions       | Abstentions    | 2 043 | 32,39  |    |   |  |  |
| Votants        | Votants           | Votants        | 4 264 | 67,61  |    |   |  |  |
| Blancs et nuls | Blancs et nuls    | Blancs et nuls | 270   | 6,33   |    |   |  |  |
| Exprimés       | Exprimés          | Exprimés       | 3 994 | 93,67  |    |   |  |  |

### Tréguier
- Maire sortant : Michel Sohier
- 23 sièges à pourvoir au conseil municipal (population légale 2011 : 2 630 habitants)
- 5 sièges à pourvoir au conseil communautaire (CA Lannion-Trégor Communauté)

| Tête de liste  | Tête de liste          | Liste          | Premier tour | Premier tour | Second tour | Second tour | Sièges | Sièges |
| Tête de liste  | Tête de liste          | Liste          | Voix         | %            | Voix        | %           | CM     | CC     |
| -------------- | ---------------------- | -------------- | ------------ | ------------ | ----------- | ----------- | ------ | ------ |
|                | Guirec Arhant          | DVG            | 370          | 33,33        | 520         | 44,14       | 17     | 4      |
|                | Patrick Fournis        | DVD            | 367          | 33,06        | 434         | 36,84       | 5      | 1      |
|                | Yves Meunier           | PS-PCF-EELV    | 240          | 21,62        | 158         | 13,41       | 1      |        |
|                | Jean-Yves Le Boulanger | SE             | 133          | 11,98        | 66          | 5,60        |        |        |
|                |                        |                |              |              |             |             |        |        |
| Inscrits       | Inscrits               | Inscrits       | 1 552        | 100,00       | 1 552       | 100,00      |        |        |
| Abstentions    | Abstentions            | Abstentions    | 389          | 25,06        | 349         | 22,49       |        |        |
| Votants        | Votants                | Votants        | 1 163        | 74,94        | 1 203       | 77,51       |        |        |
| Blancs et nuls | Blancs et nuls         | Blancs et nuls | 53           | 4,56         | 25          | 2,08        |        |        |
| Exprimés       | Exprimés               | Exprimés       | 1 110        | 95,44        | 1 178       | 97,92       |        |        |

### Trélivan
- Maire sortant : Claude Le Borgne (PCF)
- 23 sièges à pourvoir au conseil municipal (population légale 2011 : 2 501 habitants)
- 5 sièges à pourvoir au conseil communautaire (CA Dinan Agglomération)

|                | Claude Le Borgne | PCF            | 1005  | 100,00 | 23 | 5 |  |  |
|                |                  |                |       |        |    |   |  |  |
| Inscrits       | Inscrits         | Inscrits       | 1 910 | 100,00 |    |   |  |  |
| Abstentions    | Abstentions      | Abstentions    | 619   | 32,41  |    |   |  |  |
| Votants        | Votants          | Votants        | 1 291 | 67,59  |    |   |  |  |
| Blancs et nuls | Blancs et nuls   | Blancs et nuls | 286   | 22,15  |    |   |  |  |
| Exprimés       | Exprimés         | Exprimés       | 904   | 77,85  |    |   |  |  |

### Yffiniac
- Maire sortant : Michel Hinault (PS)
- 27 sièges à pourvoir au conseil municipal (population légale 2011 : 4 763 habitants)
- 3 sièges à pourvoir au conseil communautaire (CA Saint-Brieuc Armor Agglomération)

|                          | Michel Hinault * | PS             | 1 285 | 55,05  | 21 | 2 |  |  |
|                          | Fernand Robert   | DVD            | 682   | 29,22  | 4  | 1 |  |  |
|                          | André Rabet      | UMP            | 367   | 15,72  | 2  |   |  |  |
|                          |                  |                |       |        |    |   |  |  |
| Inscrits                 | Inscrits         | Inscrits       | 3 354 | 100,00 |    |   |  |  |
| Abstentions              | Abstentions      | Abstentions    | 934   | 27,85  |    |   |  |  |
| Votants                  | Votants          | Votants        | 2 420 | 72,15  |    |   |  |  |
| Blancs et nuls           | Blancs et nuls   | Blancs et nuls | 86    | 3,55   |    |   |  |  |
| Exprimés                 | Exprimés         | Exprimés       | 2 334 | 96,45  |    |   |  |  |
| * Liste du maire sortant |                  |                |       |        |    |   |  |  |